# 1989-es belgiumi szovjet MiG–23-as katasztrófa
Az 1989-es belgiumi szovjet MiG–23-as katasztrófában a Szovjet Frontlégierő MiG–23M-je július 4-én Délnyugat-Belgiumban, a nyugat-flandriai Kortrijk külvárosában egy lakóépületre zuhant.

## Története
Az incidens egy rutin kiképzőrepüléssel kezdődött Lengyelországban, melyben Nyikolaj Szkurigyin ezredes vett részt szovjet MiG–23M vadászrepülőgépével, a 871. szevasztopoli vadászbombázó ezred állományából. A gépen nem volt fegyverzet, csak a beépített GS–23 23 mm-es gépágyú és javadalmazása. A Kołobrzeg melletti szovjet Bagicz légi támaszpontról felszállt repülőgépben a pilóta, a repülési adatrögzítő későbbi kiértékelése szerint, 9:14-kor, 100 m magasságban 400 km/h-s sebesség mellett bekapcsolta az utánégető módot, ami elromolhatott, mivel a gázturbina fordulatszáma nem nőtt jelentősen, majd teljesítménye csökkenni kezdett.
150 méteres magasságban a pilóta teljes hajtóműleállást jelentett, majd 10 másodperc múlva sikeres katapultálást hajtott végre. Ezt követően a hajtómű azonban nem állt le, a repülőgép repülőképes maradt. A robotpilóta bekapcsolva stabilizálta a repülőgépet és folytatta immár pilóta nélkül a nyugati irányú repülést. A Szovjet Légierő és a Varsói Szerződés vezetései azonban nem értesítették a NATO légtérvédelmét az elszabadult vadászrepülőgépükről.
A pilóta nélküli repülőgép elhagyta Lengyelország területét, zavartalanul haladt át Kelet-Németországon, és Nyugat-Németország légterébe 9:42-kor lépett be (12 ezer méteren 750 km/h-val repült), majd az európai amerikai légierő (USAFE) 32. harcászati vadász-századának (32nd Tactical Figter Squadron, TFS) egyik F–15-géppárja fogta el az NSZK légterében, a holland soesterbergi légi támaszpontról felszállva. Az amerikai pilóták jelentették, hogy a repülőgépen nincs kabintető, nincs katapultülés és pilóta sem, függesztett fegyverzetet nem hordoz.
A MiG kísérőivel együtt átrepült a holland légtéren a belga légtérbe, közben az amerikai pilóták várták a parancsokat. A sűrűn lakott repülési útvonalon a lelövéséről szó sem lehetett. Az utasítás szerint ki kellett kísérniük az Északi-tenger fölé és ott lelőni. Azonban a szovjet gépnek időközben kifogyott a kerozinja és a hajtómű végleg leállt, a gép süllyedni kezdett és enyhe bal fordulóba kezdett dél felé. Ekkor a Francia Légierő Mirage-készültségi géppárt emelt a térségbe, hogy ők fogadják a francia légtérbe berepülő MiG-et, ami félő volt, hogy Lille-t is eléri (a BA 103 Cambrai–Épinoy támaszpont közvetlen közelében).
Erre azonban már nem került sor, ugyanis több mint 900 km lerepülése után, 69 perc 36 másodperces repülést követően a gép 10:37-kor belezuhant a nyugat-flandriai Kortrijk külvárosának egyik lakóépületébe, minek következtében egy 18 éves belga fiatalember, Wim Delaere életét vesztette a törmelékek alatt. Szülei bevásárlás miatt voltak távol az épülettől.

## Politikai visszhang
A belga és a holland kormány hivatalos tiltakozó jegyzéket küldött a Szovjetunióba, amiért nem értesítették a nyugati kormányokat a polgári lakosságra veszélyessé vált repülőgépük miatt. Mark Eyskens belga külügyminiszter aggodalmát fejezte ki orosz nagykövetnek, Feliksz P. Bogdanovnak amiatt, hogy attól a perctől kezdve, hogy a NATO radarjai észlelték a MiG–23-ast a lezuhanása utáni több mint egy órával sem érkezett figyelmeztetés a szovjet féltől, valamint szintén lassan haladt az információközlés azügyben, hogy hordozott-e a gép nukleáris vagy mérgező fegyvereket.
A roncsokat szovjet szakemberek is átvizsgálták, majd az egészet a Szovjetunióba szállították. A vizsgálat végül nem tudta megállapítani a konkrét hiba okát, azonban a javítási naplókból kiderült, a gépbe szerelt hajtómű az azt megelőző évben ötször volt javításon. Szkurigyin ezredes részvétét fejezte ki a halott családjának, a Szovjetunió pedig 685 ezer dollár kártérítést fizetett.

## Fordítás
- Ez a szócikk részben vagy egészben  a(z)   1989 Belgian MiG-23 crash című angol Wikipédia-szócikk ezen változatának fordításán alapul.  Az eredeti cikk szerkesztőit annak laptörténete sorolja fel. Ez a jelzés csupán a megfogalmazás eredetét és a szerzői jogokat jelzi, nem szolgál a cikkben szereplő információk forrásmegjelöléseként.
- Ez a szócikk részben vagy egészben  a(z)   Катастрофа МиГ-23 в Бельгии 4 июля 1989 года című orosz Wikipédia-szócikk ezen változatának fordításán alapul.  Az eredeti cikk szerkesztőit annak laptörténete sorolja fel. Ez a jelzés csupán a megfogalmazás eredetét és a szerzői jogokat jelzi, nem szolgál a cikkben szereplő információk forrásmegjelöléseként.
- Ez a szócikk részben vagy egészben  a   Katastrofa MiG-23 pod Kortrijk című lengyel Wikipédia-szócikk ezen változatának fordításán alapul.  Az eredeti cikk szerkesztőit annak laptörténete sorolja fel. Ez a jelzés csupán a megfogalmazás eredetét és a szerzői jogokat jelzi, nem szolgál a cikkben szereplő információk forrásmegjelöléseként.